# Lodospad Veverki
Lodospad Veverki – lodospad u wylotu Żlebu Veverki na północnej, opadającej do Doliny Staroleśnej ścianie Sławkowskiego Szczytu w słowackich Tatrach Wysokich. Ze Smokowieckiego Siodełka (Hrebenioka), na które kursuje Kolej na Smokowieckie Siodełko, dojść do niego można czerwonym szlakiem turystycznym. Po około 10 minutach od Hrebenioka ze szlaku skręca się na lewo na Sławkowski Grzebień.
Lodospad Veverki jest dobrze widoczny z niebieskiego szlaku wiodącego dnem Doliny Staroleśnej. Dochodzi się do niego zbaczając ze szlaku na Niżnim Staroleśnym Ogrodzie na południe. Jest popularnym obiektem wspinaczki lodowej. Zawdzięcza to krótkiemu podejściu od górnej stacji kolei na Hrebeniok i szerokości – jest na tyle szeroki, że mogą się w nim równocześnie wspinać dwa zespoły. U góry zamontowano stałe stanowisko zjazdowe. Ma wystawę wschodnią, nachylenie 80° i przechodzi się go jednym wyciągiem. Trudność WI4/II.
Pierwsze przejście: K. Jakeš i B. Mrozek 1 stycznia 1981 r.

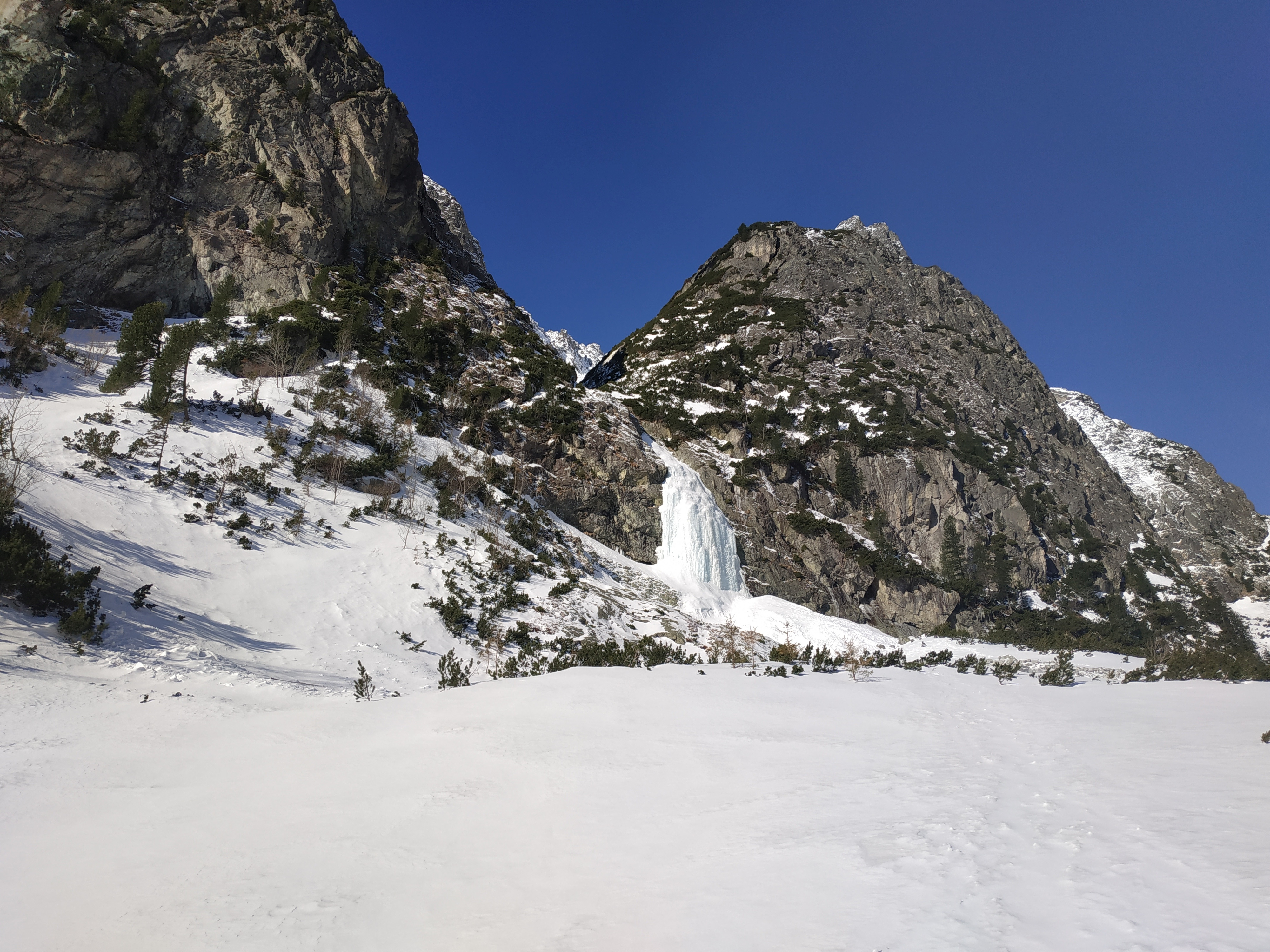
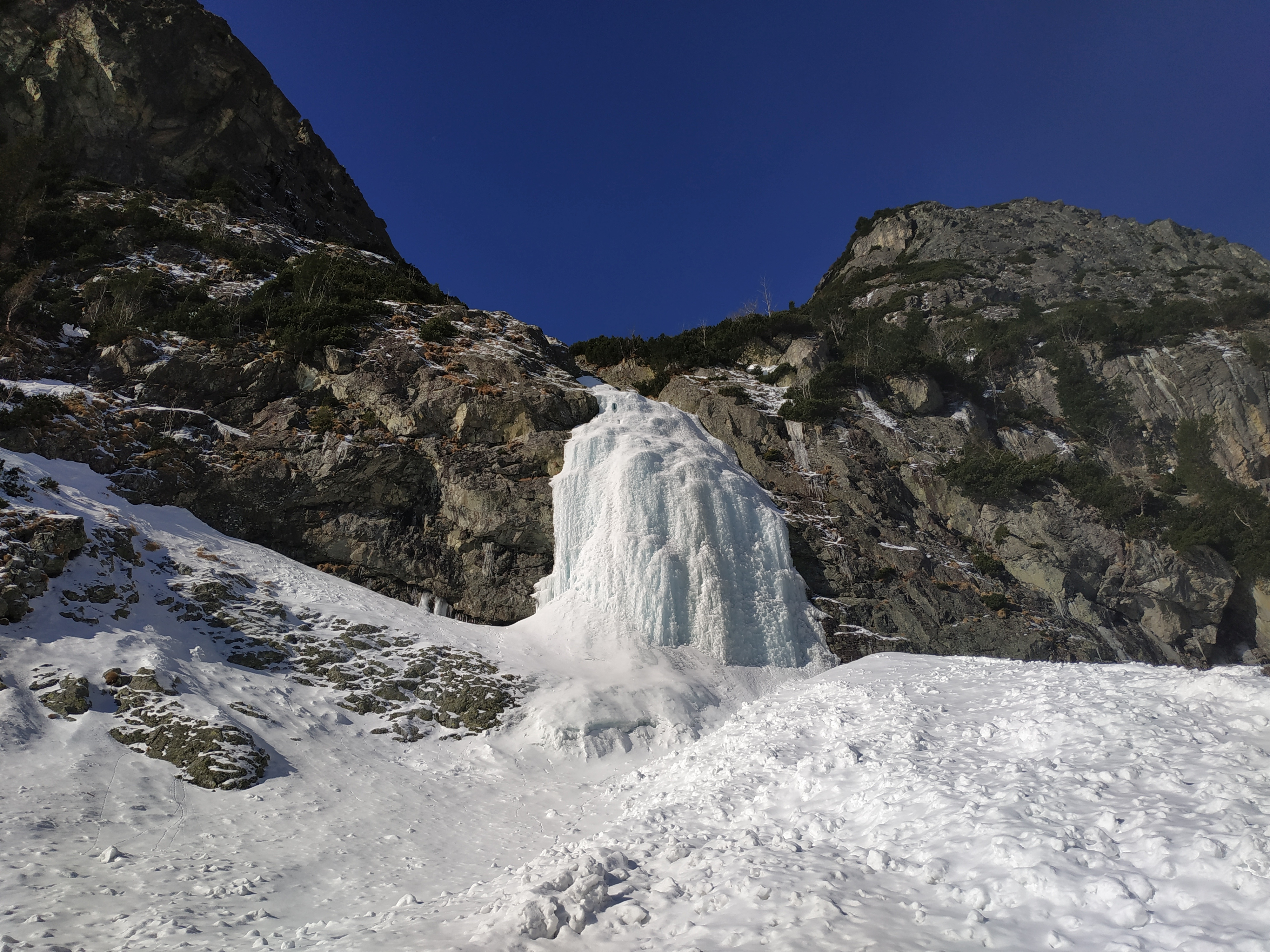
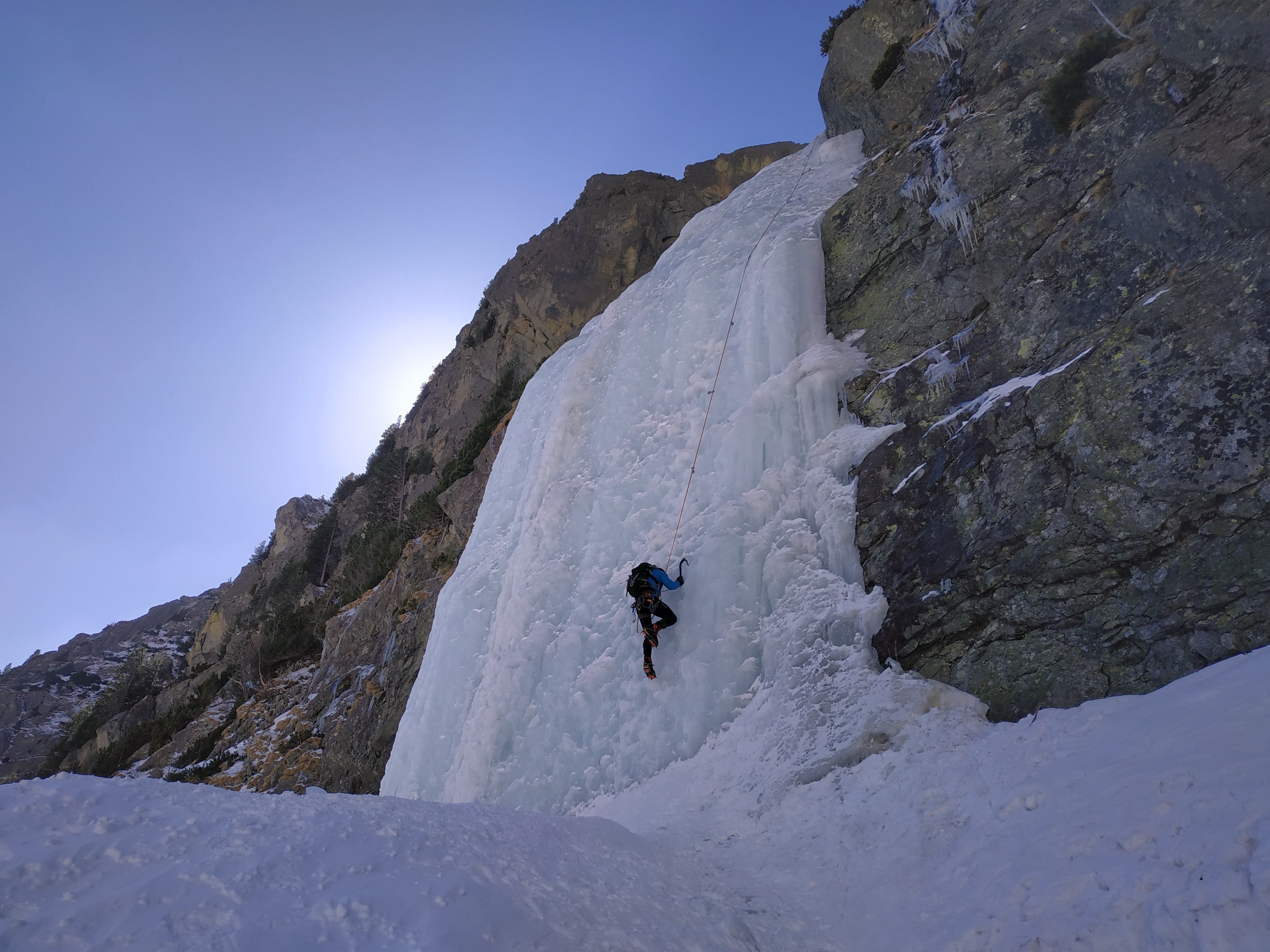
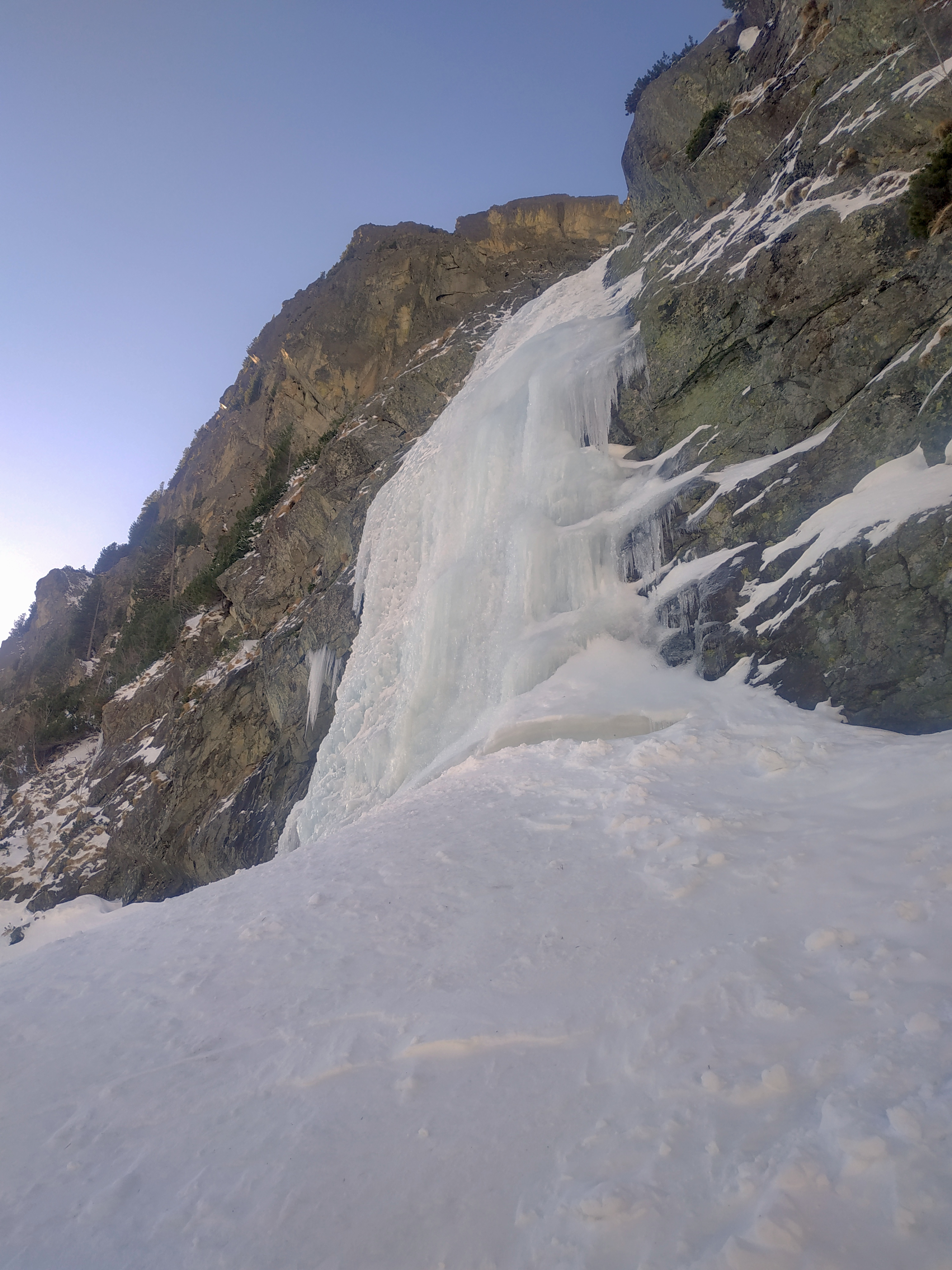
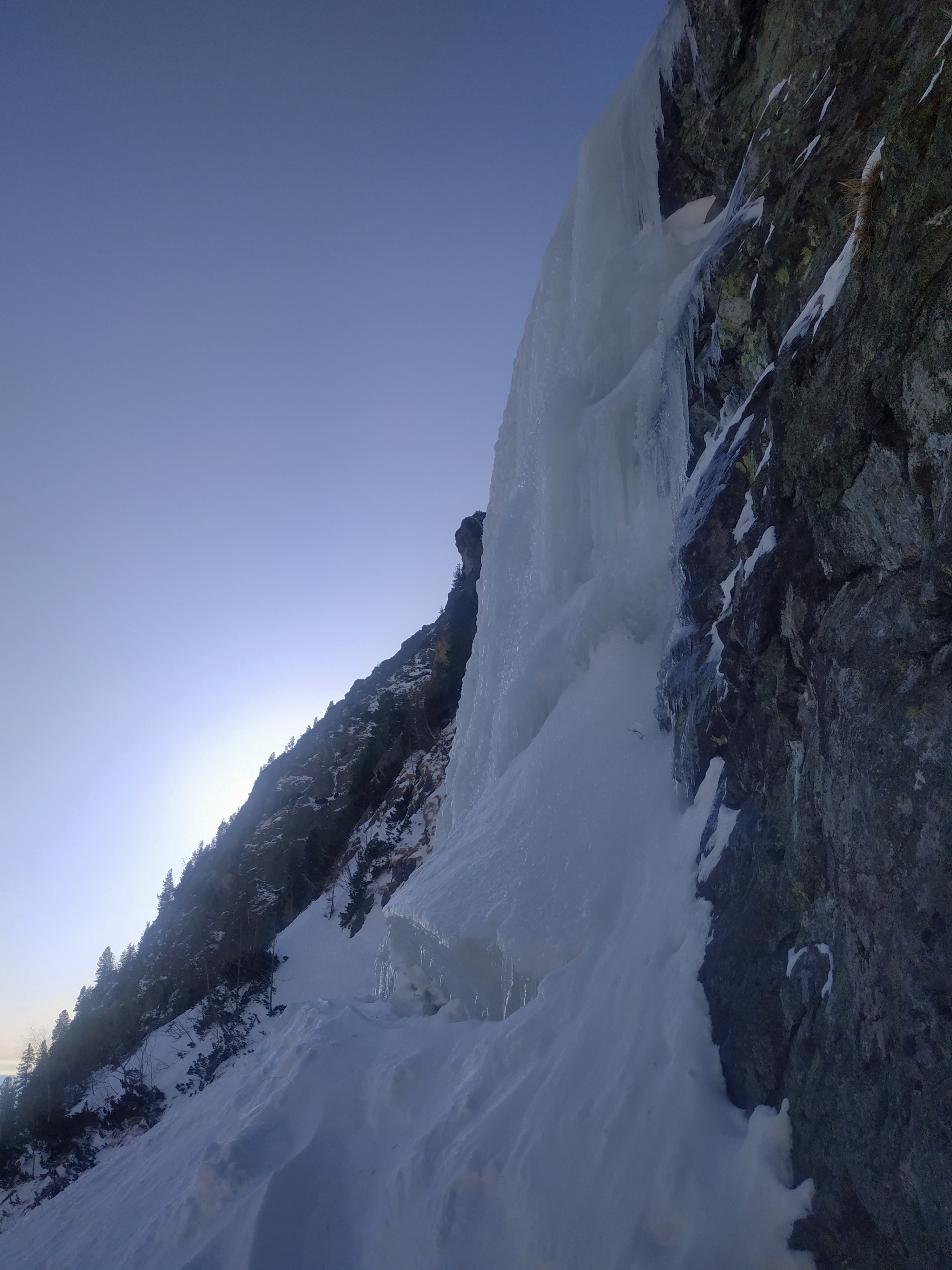

Bliżej od Hrebenioka u północnych podnóży Sławkowskiego Szczytu znajdują się dwa inne lodospady: Záhradky i Prawe Záhradky.